# Памятник участникам войны 1812 года (Каменск-Шахтинский)
Памятник участникам войны 1812 года — памятник в городе Каменск-Шахтинский Ростовской области установлен в память о земляках, принимавших участие в Отечественной войне 1812 года. Открыт 7 декабря 2012 года.

## История

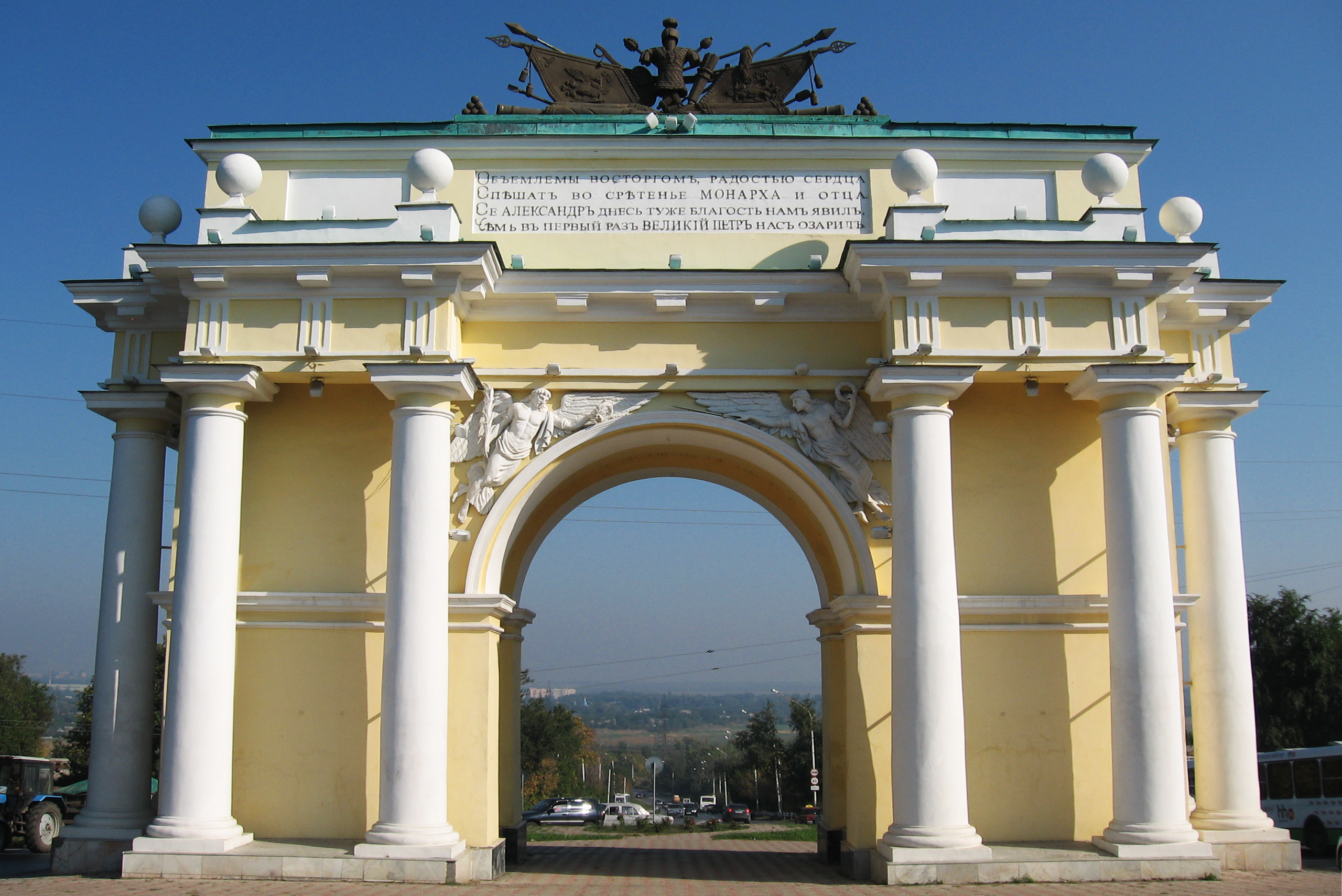
Новочеркасск, северная триумфальная арка

Жители Каменска-Шахтинского в XXI веке увековечили память земляков, которые участвовали в Отечественной войне 1812 года. В городе был открыт памятник казакам-каменцам.
Решение об установке памятника было принято городским этническим казачьим обществом «Окружная станица Каменская». Идею поддержали мэр города и главный архитектор Каменска-Шахтинского. Место для памятника было выбрано там, где в 1812 году собирались на войну казаки Донецкого округа Войска Донского.
Мемориал был открыт 7 декабря 2012 года на углу улицы Мусина и проспекта Карла Марка в Каменск-Шахтинске. Памятный камень освятил настоятель церкви Троицы Живоначальной отец Александр.

## Описание памятника
Памятник представляет собой каменную глыбу. На ее лицевой стороне установлен круглый чёрный барельеф с изображением казака на коне и пикой в руке. На другой табличке сделана надпись: "1812 - 2012. Здесь в сентябре 1812 года собирались в поход казачьи полки Донецкого округа Земли Войска Донского, принимавшие участи в освобождение Отечества и Европы от нашествия Наполеона. За воинскую доблесть в сражениях многие казаки-каменцы награждены орденами и медалями, а ряд офицеров удостоен золотого оружия. Да не померкнет слава наших предков-казаков в веках!".